# Дибиаси, Тед
Теодор Марвин «Тед» Дибиа́си-старший (англ. Theodore Marvin "Ted" DiBiase Sr.; род. 18 января 1954, Омаха, Небраска) — американский рестлер, менеджер, комментатор и священник. Имеет контракт легенды с WWE. У Дибиаси тридцать успешно завоеванных титулов за время его карьеры рестлера. Наибольшую славу принесла ему работа в WWF, где он выступал в образе «Человека на миллион долларов» Теда Дибиаси.
Дибиаси был первым чемпионом Северной Америки в тяжелом весе WWF, а также трёхкратным командным чемпионом (с Ирвином Р. Шистером) и победителем King of the Ring 1988 года. Также Дибиаси создал свой собственный чемпионский титул — чемпиона на миллион долларов. Он владел титулом чемпиона мира в тяжелом весе WWF, сюжетно купив его у Андре Гиганта в 1988 году, но WWE не признает его официальным чемпионом компании.
Член Зала славы WWE с 2010 года.

## Личная жизнь
Дибиаси является биологическим сыном женщины-рестлера Хелен Невинс и Теда Уиллса, артиста и певца, и приемным сыном рестлера «Железного» Майкла Дибиаси, итальянца.
У Теда три сына: Майк, Тед-младший и Бретт — все рестлеры.

## Документальные фильмы
- Wrestling with Faith — документальный фильм про Теда Дибиаси. Вошёл в производство в феврале 2010.
- The Price of Fame — документальный фильм про Теда Дибиаси, анонсированный в 2011. В нём также фигурируют Скотт Холл и Шон Уолтмен.

## В рестлинге
- Завершающий приёмы
  - Diving back elbow drop[7]
  - Figure four leglock[8][9]

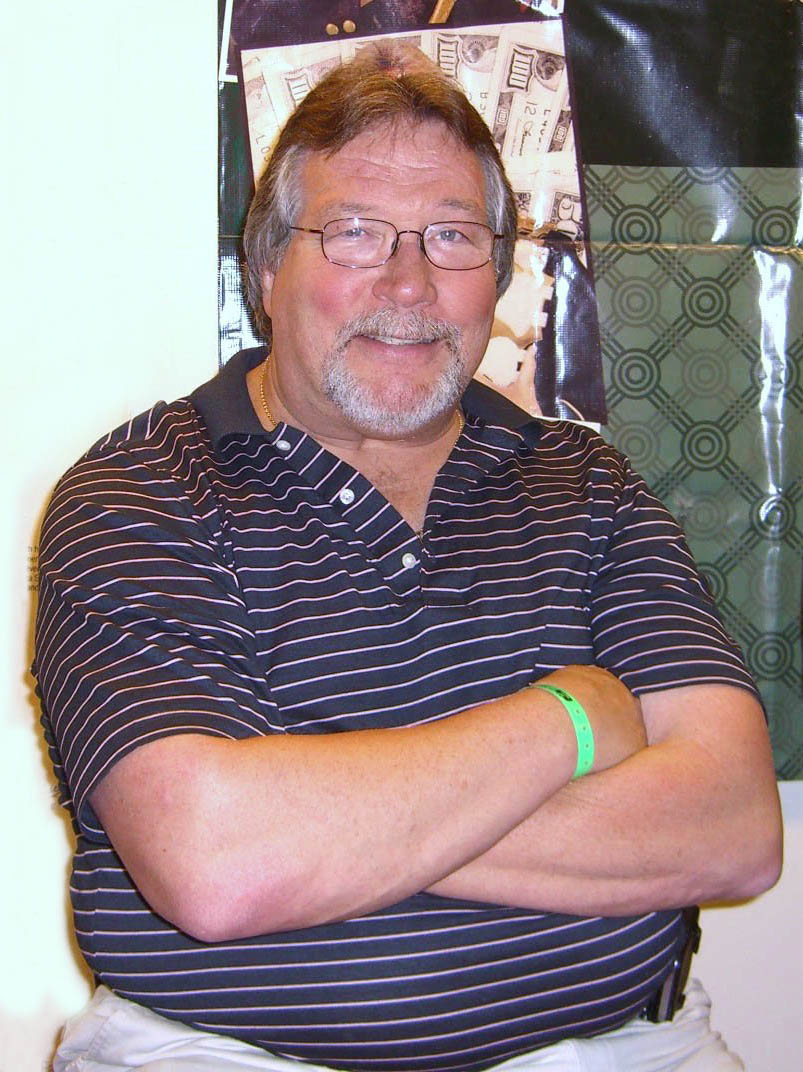
Дибиаси в 2010 году

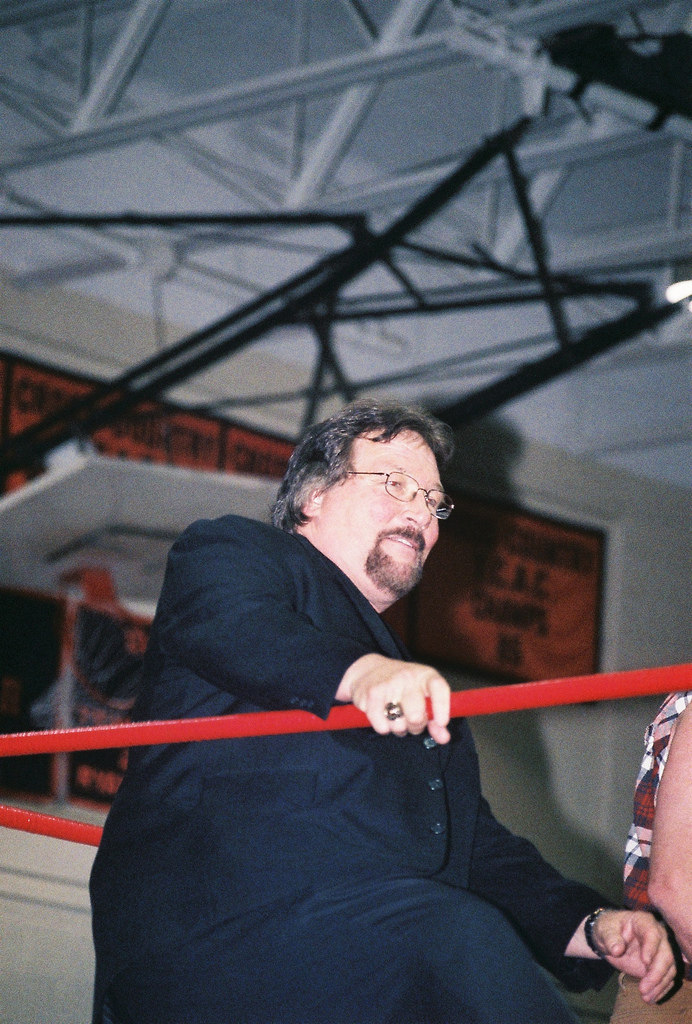

  - Million Dollar Dream (захват кобры)[9][10]
- Коронные приемы
  - Backbreaker[9]
  - Back elbow smash
  - Delayed falling fist drop[9]
  - Elbow drop[9]
  - Jumping stomp to face[11]
  - Варианты Суплекса:
    - Belly to back[9]
    - Gutwrench[9]
    - Vertical

  - Piledriver[9]
  - Scoop powerslam[8][12]
  - Sleeper hold[9]
  - Spinning toe hold
  - Standing clothesline[7]
- Менеджеры Теда Дибиаси
  - Джимми Харт[13]
  - Шерри Мартель
  - Майк Джонс
  - Сапфир
- Дибиаси как менеджер рестлеров
  - Андре Гигант
  - Ирвин Р. Шистер
  - Татанка
  - Кинг Конг Банди
  - Николай Волков
  - Крис Бенуа
  - Шон Уолтмен
  - Рей Трейлор
  - Сайко Сид
  - Стоун Колд Стив Остин
  - Тед Дибиаси-младший
- Дибиаси менеджер команд рестлеров
  - Корпорация на миллион долларов (Ирвин Р. Шистер, Николай Волков, Гробовщик Теда Дибиаси, Татанка, Бам Бам Бигелоу, Чарльз Райт, Сайко Сид, 1-2-3 Кид и Ксанта Клаус)
  - Новый мировой порядок (Халк Хоган, Кевин Нэш, Скотт Холл, Гигант, Сиккс, Винсент)
  - Братья Штайнер (Рик Штайнер и Скотт Штайнер)
- Музыка в профессиональном рестлинге
  - «Its All About The Money» — Джимми Харт и Джон Джей Макгуайр

## Титулы и достижения
- All Japan Pro Wrestling
  - Объединённый командный чемпион мира AJPW (1 раз) — со Стэном Хэнсеном[14]
  - Объединённый национальный чемпион NWA (1 раз)[14]
  - Командный чемпион мира PWF (2 раза) — со Стэном Хэнсеном[14]
  - World’s Strongest Tag Team League (1985) — со Стэном Хэнсеном
- Central States Wrestling
  - Чемпион NWA центральных штатов в тяжёлом весе (2 раза)[14]
- Georgia Championship Wrestling
  - Национальный чемпион NWA в тяжёлом весе (2 раза)[14]
  - Национальный командный чемпион NWA (2 раза) — со Стэном Фрейзером (1) и Стивом Олсонски (1)[14]
- NWA Tri-State / Mid-South Wrestling Association
  - Mid-South North American Heavyweight Championship (4 раза)[14]
  - Mid-South Tag Team Championship (5 раз) — с Мэттом Борном (1), Джерри Стаббсом (1), Геркулесом Эрнандесом (1) и Стивом Уилльямсом (2)[14]
  - Северо-американский чемпион NWA в тяжёлом весе (1 раз)[14]
  - Командный чемпион Соединённых штатов NWA (1 раз) — с Диком Мёрдоком[14]
- NWA Western States Sports
  - Командный чемпион западных штатов NWA (1 раз) — с Тито Сантано[14]
- Pro Wrestling Illustrated
  - Самый ненавистный рестлер года PWI (1982)
  - PWI ставит его под № 17 в списке 500 лучших рестлеров 1991 года
  - PWI ставит его под №32 в списке 500 лучших рестлеров «PWI Years» 2003 года[15]
  - PWI ставит его под №20 в списке «PWI Years» среди 100 лучших команд 2003 года (со Стивом Уилльямсом)[16]
- Зал славы и музей рестлинга
  - Введён в 2007 году
- St. Louis Wrestling Club
  - Чемпион NWA Миссури в тяжёлом весе (2 раза)[14]
- Texas All-Star Wrestling
  - Чемпион TASW в тяжёлом весе (1 раз)[14]
- World Wrestling Federation/Entertainment
  - Чемпион на миллион долларов (2 раза)
  - Чемпион WWF Северной Америки в тяжелом весе (1 раз)[14][17]
  - Командный чемпион мира WWF (3 раза) — Ирвином Р. Шистером[14]
  - Король ринга (1988)[14]
  - Награда Слэмми «Филантроп года» (1987)
  - Введён в Зал cлавы WWE (2010)
  - Чемпион WWE 24/7
- Wrestling Observer Newsletter
  - Лучший образ (1987)
  - Лучший хил (1987, 1988)
  - Лучший технический рестлер (1981)
  - Вражда года (1982) против Помойного пса
  - Вражда года(1985) против Джима Даггана
  - Введён в Зал славы Wrestling Observer Newsletter (1996)

## В литературе
- DiBiase, Ted. Every Man Has His Price. Multnomah Publishers. 1997. ISBN 1-57673-175-8
- DiBiase, Ted. The Million Dollar Man. Pocket Books. 2008. ISBN 978-1-4165-5890-3
- Ted DiBiase (Fore-wording Author), William J. Bruce III (Author) ISBN 978-0-9813183-1-8[18]